# مانفرد ایبرت
مانفرد ایبرت (انگلیسی: Manfred Ebert; ۶ دسامبر ۱۹۳۵ – ۲۴ دسامبر ۲۰۰۳) بازیکن فوتبال اهل آلمان بود.
از باشگاه‌هایی که در آن بازی کرده‌است می‌توان به باشگاه فوتبال زاربروکن اشاره کرد.
وی همچنین در تیم ملی فوتبال زارلند بازی کرده‌است.